# Gabriel Zufferey
Gabriel Zufferey (* 1984 in Genf) ist ein Schweizer Jazzpianist.

## Leben und Wirken
Zufferey stammt aus einer Musikerfamilie; im Alter von acht Jahren studierte zunächst am Conservatoire de musique de Genève klassisches Klavier bei Michela Cioccari und vertiefte seine Studien am Institute Jaques-Dalcroze in Genf, indem er Improvisationsunterricht bei Pascal Chenu nahm. Bereits mit 14 Jahren wirkte er beim Concours international de Piano Jazz Martial Solal mit,  um im folgenden Jahr den Spezialpreis der Jury beim Piano-Solo-Wettbewerb des Montreux Jazz Festival zu erhalten. 
2004 legte Zufferey sein Debütalbum Après l’orage vor, bei dem Daniel Humair und Sébastien Boisseau mitwirkten. Mit Guillaume Perret spielte er in der Gruppe No Square, mit der er mehrfach international auf Tournee war. 2009/10 war er in New York City, und entdeckte für sich Dave Liebman, Ravi Coltrane, Ahmad Jamal, Jeff Tain Watts und Mike Stern. Nach seiner Rückkehr in die Schweiz entstand 2010 das Livealbum Hear & Know mit Ramón López, Samuel Blaser und Patrice Moret; 2011 spielte er das Soloalbum Contemplation ein. Im Trio  Paralog arbeitete er mit Christoph Utzinger und Domi Chansorn und trat 2015 beim Montreux Jazz Festival auf. Sein Programm B.E. for Heavens, eine Hommage an Bill Evans, präsentierte er im Trio mit Yves Marcotte (Kontrabass) und Nathan Vandenbulcke (Schlagzeug).
Weiterhin ist Zufferey Mitglied des Samuel Huguenin Symbolic Quartet, mit dem Alben für Unit Records entstanden.